# Brandon Larracuente
Brandon A. Larracuente, född 16 november 1994 i Pleasantville i delstaten New York, är en amerikansk skådespelare med puertoricansk härkomst. Han är bland annat känd för att ha medverkat i de respektive TV-serierna Bloodline och Tretton skäl varför. År 2022 innehade han dessutom en återkommande roll i sjukhusdramat The Good Doctor.

## Filmografi (i urval)

### Filmer
- 2016 – Max Steel
- 2017 – Baywatch
- 2017 – Bright

### TV-serier
- 2013 – The Glades (TV-serie)
- 2014 – Every Witch Way (TV-serie)
- 2014 – Constantine (TV-serie)
- 2015–2017 – Bloodline (TV-serie)
- 2017–2018 – Tretton skäl varför (TV-serie)
- 2022 – The Rookie (TV-serie)
- 2022–2024 – The Good Doctor (TV-serie)
- 2024 – St. Denis Medical (TV-serie)